# Kuro-dake
Der Kuro-dake (jap. 黒岳) ist ein Berg im Hida-Gebirge in der Präfektur Toyama mit einer Höhe von 2986 m.
Der Kurodake wird zudem in dem bekannten Buch 100 berühmte japanische Berge (Nihon-Hyakumeizan) aufgelistet.

## Galerie

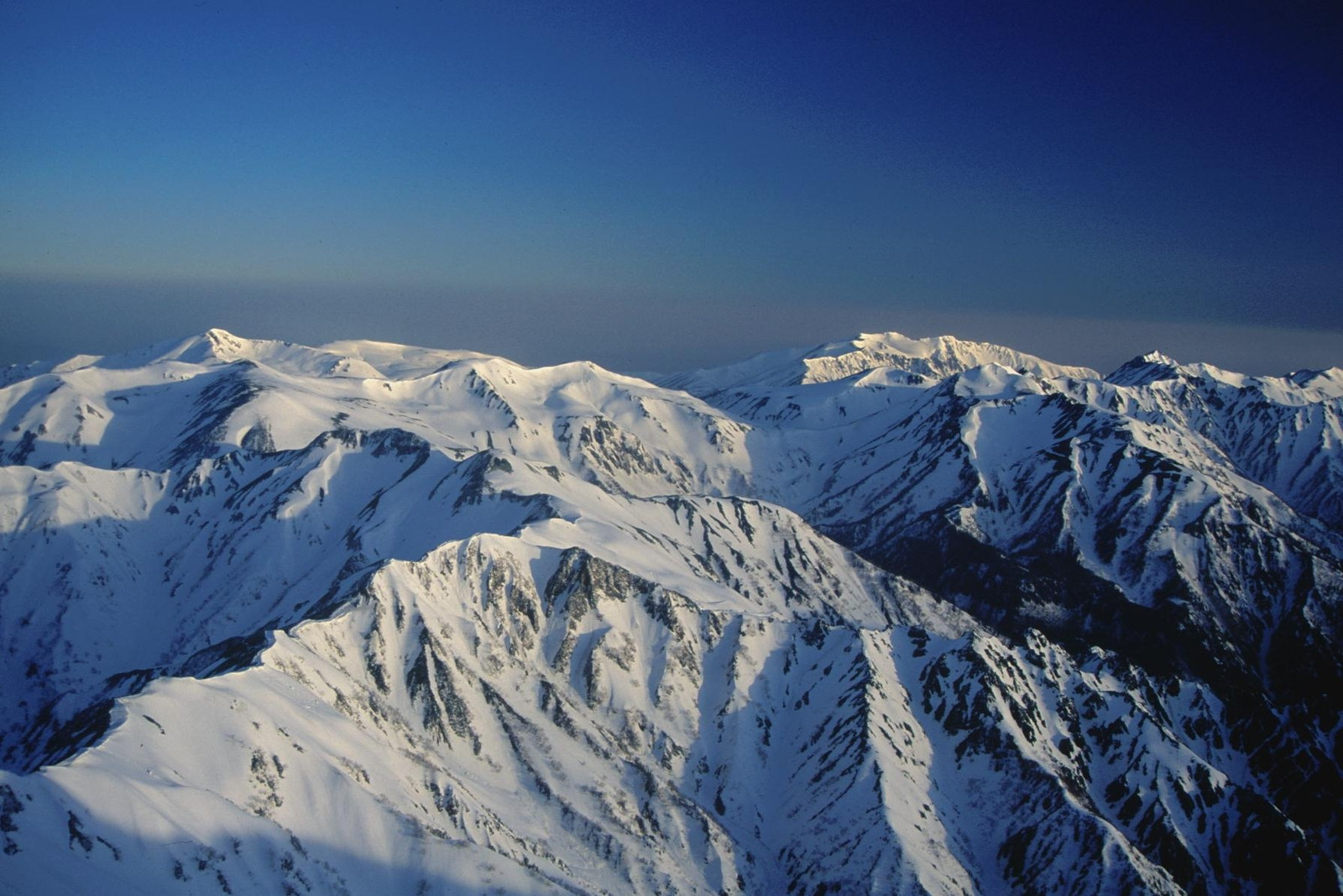
Blick auf Kuro-dake von Yarigatake
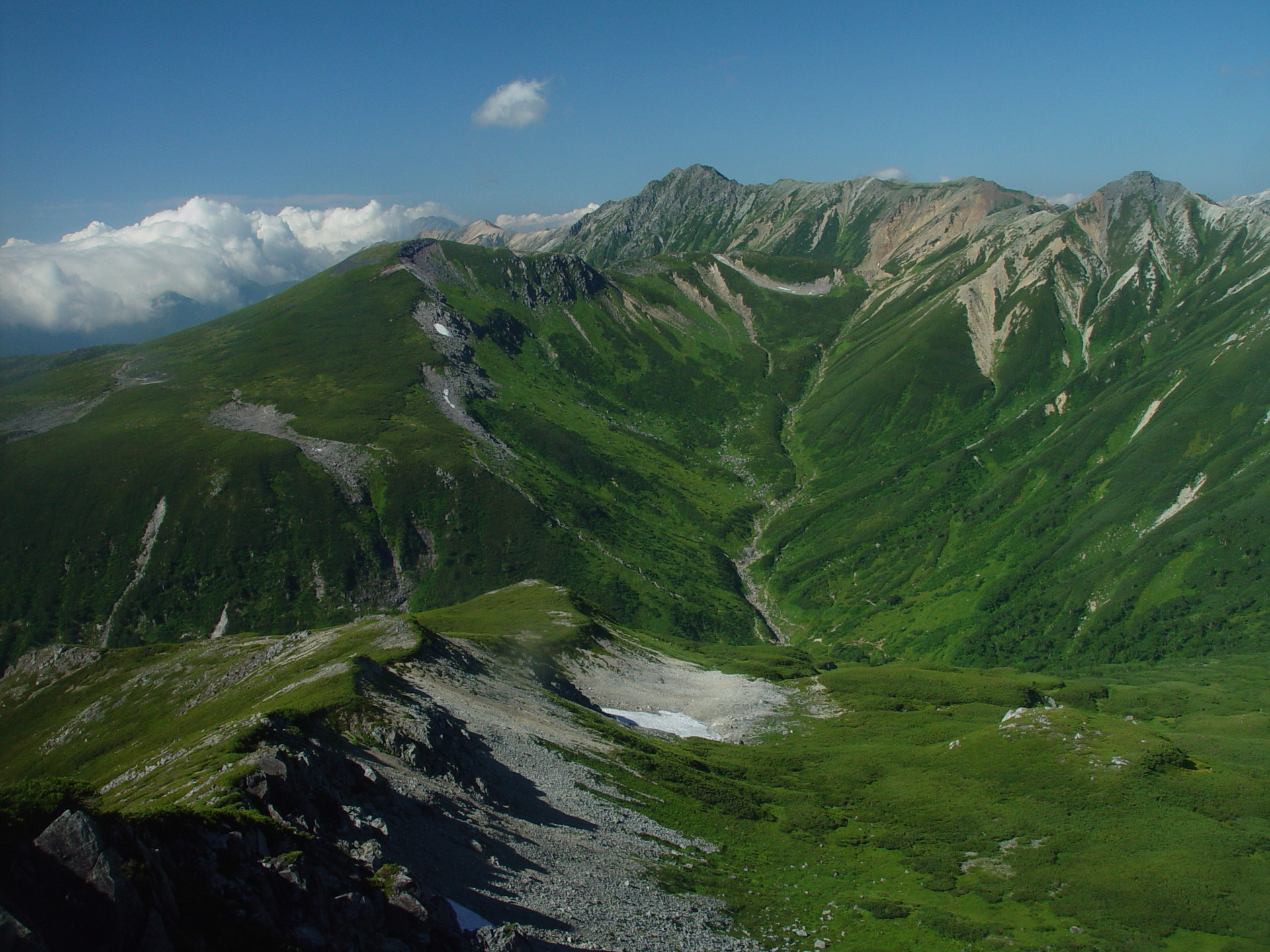
Blick auf Kuro-dake von Mitsumatarenge-dake
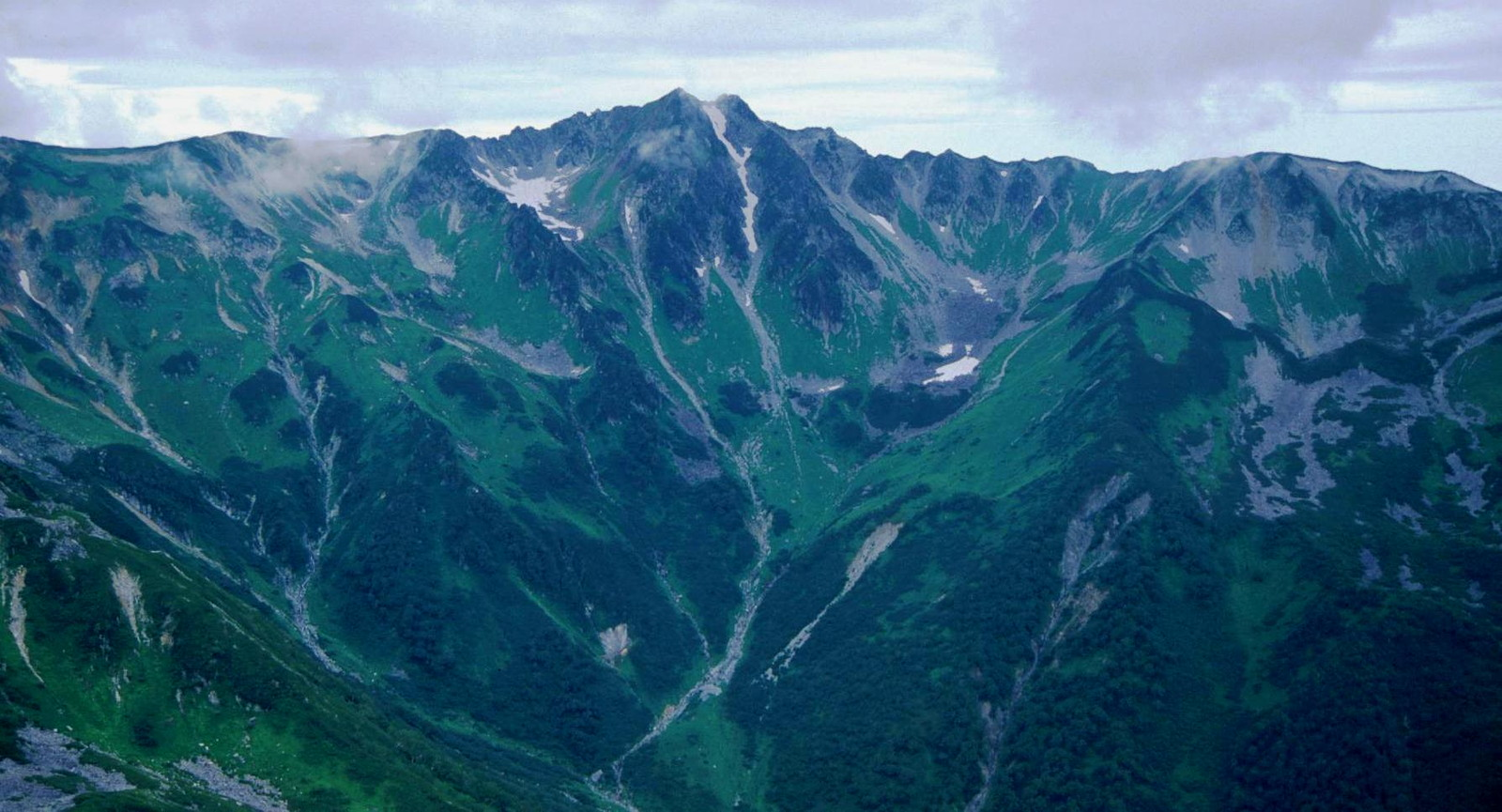
Blick auf Kuro-dake von Nogutigoro-dake
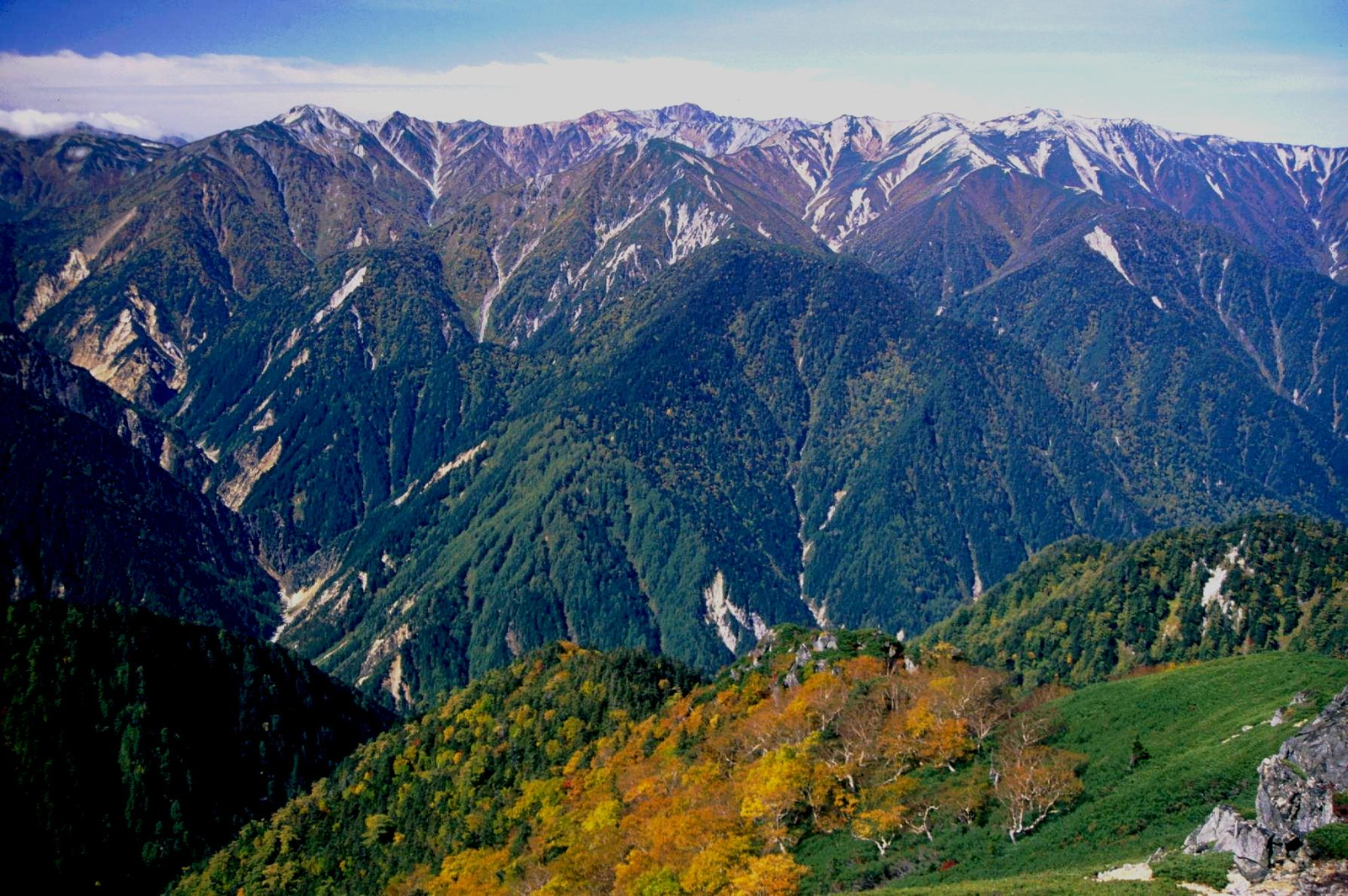
Blick auf Kuro-dake von Tsubakuro-dake
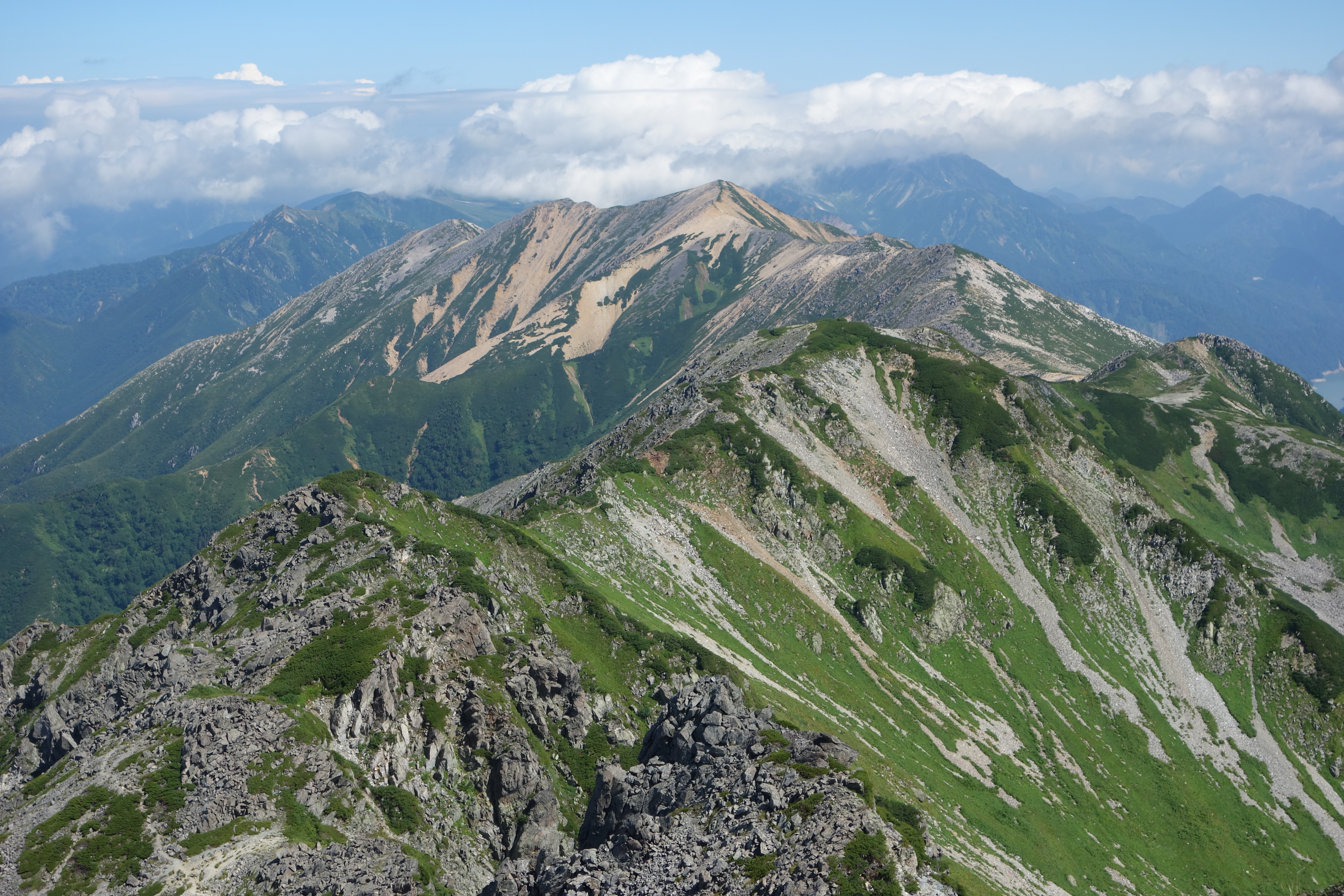
Blick von Kuro-dake auf Akaushi-dake